# Yahya ibn Salama al-Kalbí
Yahya ibn Salama al-Kalbí (àrab: يحيى بن سلمة الكلبي, Yaḥyà b. Salama al-Kalbī), Yahya ibn Salma (àrab: يحيى بن سلمة, Yaḥyà b. Salma) o Yahya ibn Màslama (àrab: يحيى بن مسلمة, Yaḥyà b. Maslama) fou valí de l'Àndalus (726-728).
Va succeir Ànbassa al-Kalbí i Udhra al-Fihrí per orde del governador d'Ifríqiya, Bixr ibn Safwan al-Kalbí. El seu valiat es va caracteritzar per la pau interior i l'absència d'incursions en terres cristianes. Durant el seu govern es van iniciar els conflictes polítics entre àrabs sirians o del del nord i àrabs iemenites o del sud, en les quals els últims van comptar amb el suport dels amazics islamitzats. Yahyà va cessar en el càrrec l'any 728.